# Stadsarchief Ieper
Het stadsarchief van Ieper is een erkend cultureel archief in Vlaanderen.

## Geschiedenis

### 19de eeuw
De organisatie van het Ieperse Stadsarchief gaat terug tot 1819. Op 17 december 1819 benoemt de gemeenteraad de plaatselijke historicus Jean-Jacques Lambin als stadsarchivaris. Hij en zijn opvolgers Félix Messiaen (1842-1843), Isidore Diegerick (1847-1885), Jules Cordonnier (1888-1892), Arthur Merghelynck (1892-1896) en Emile De Sagher (hulparchivaris (1885-1896) en archivaris (1896-1917)) bouwen doorheen de negentiende eeuw het Stadsarchief verder uit.
Aan de hand van bronnenuitgaven, studies en inventarissen willen ze de rijke collectie archief uit de middeleeuwen en de nieuwe tijden bij een breder publiek bekend maken. Isidore Diegerick publiceerde de zevendelige Inventaire analytique et chronologique des chartes et documents appartenant aux archives de la ville d'Ypres (1853-1868). Arthur Mergherlynck verzamelde heel wat genealogische gegevens, nu bewaard in de Koninklijke Bibliotheek van België, die nog altijd een waardevolle bron voor genealogisch onderzoek zijn. Emile De Sagher liet niet alleen het eerste archiefreglement goedkeuren in 1896; met zijn verschillende Notice sur les archives communales d'Ypres et documents pour servir à l'histoire de Flandre aux XIIIe au XVIe siècle zetyr hij de inventarisatie- en bekendmakingspolitiek van het Stadsarchief verder.

### Eerste Wereldoorlog
De relatie tussen het stadsbestuur en De Sagher verliep evenwel moeilijk. Op 26 september 1914 werd hij voor twee maanden geschorst. Noch het stadsbestuur noch de archivaris ondernamen daardoor iets om het archief aan het begin van de Eerste Wereldoorlog in veiligheid te brengen. Op 22 november 1914 ging het archief van de stad, bewaard in de belforttoren, door Duitse artillerie in de vlammen op. Het oude Ieperse archief wordt op die dag of zeker in de daarop volgende maanden volledig vernield. Van het oude archief bezit het huidige Stadsarchief slechts vijf 18de-eeuwse rekeningen, waarschijnlijk stukken die zich in 1914 niet in de belforttoren bevonden.
Tijdens de oorlog vond De Sagher een onderkomen in Cayeux-sur-Mer. In opdracht van de stad stelde hij een rapport op over de geldelijke waarde van het verloren archief. Het is op basis van dit rapport dat de stad Ieper op 20 maart 1930 door de rechtbank van oorlogsschade een schadevergoeding van maar liefst 448.356 frank kreeg toegewezen. Het vonnis werd op 13 mei 1931 door het Hof van Beroep in Gent bevestigd. De stad gebruikte het geld echter niet voor de uitbouw van een nieuw archief. Tot 1989 tonen enkel de stadsbibliothecarissen Julien Anthony (1914-1946) en Octaaf Mus (1946-1990) interesse voor historische documenten. Verscheidene archivalia vinden dan ook in de bibliotheek een onderkomen.

### Heropstart
In 1989 gaf de stad de aanzet voor een nieuw Stadsarchief. Binnen de bibliotheek werd een aparte afdeling 'familiaal en sociaal archief' opgericht die in 1992 tot een zelfstandig Stadsarchief werd omgevormd. Kern van dit nieuwe archief vormen de vanuit de bibliotheek overgebrachte documenten, de archieven van de stad Ieper vanaf 1919, de archieven van de deelgemeenten en het archief van de kasselrij Ieper dat door het Algemeen Rijksarchief voor 30 jaar in bewaring is gegeven. Sedert 1994 is er ook opnieuw een volwaardige stadsarchivaris in dienst die in 2004 versterking kreeg van een archivaris verantwoordelijk voor de dynamische en semi-statische archieven.
Al gauw raakt het gebouw in de Lange Meersstraat te klein. Plaatsgebrek in de magazijnen zorgt ervoor dat de diensten zelf moeten instaan voor de bewaring van hun administratie. Bovendien is het gebouw verouderd en is het geen ideaal onderkomen voor bewaring van documenten. In 2004 start de stad de onderhandelingen voor een nieuwe locatie op de voormalige Picanolsite. In juni 2009 is het zover. Het Ieperse stadsarchief verhuist samen met de bibliotheek naar de Picanolsite in de Weverijstraat.
Het stadsarchief is tevens OCMW-archief van Ieper.

## Archieven
De archieven bewaard in het stadsarchief beslaan een werkingsgebied dat veelal het lokale overstijgt.
- Stad- en gemeenten van Ieper en deelgemeenten
- Kasselrij Ieper
- OCMW Ieper
- Families
- Bedrijven- en verenigingen
- Politici
- Kerkfabrieken

## Collecties
De collecties omvatten
- Kranten
- Fototheek
- Kaarten en plannen
- Affiches
- Postkaarten
- Bidprentjes
- Rouwbrieven
- Kiezerslijsten

## Digitale toegangen
- Kranten
- Collecties
- Genealogie
- Beeldbank